# Midori Tatematsu
Midori Tatematsu (立松 緑, Tatematsu Midori), dite Midori, née à Kagawa le 28 mai 1988, est une guitariste de heavy metal et une culturiste japonaise. Elle est connue principalement pour être une des guitaristes du groupe entièrement féminin Lovebites depuis leurs débuts en 2016. Elle a fait précédemment partie du groupe féminin Gekijo Metalicche (激情めたりっちぇ) de 2013 à 2016. À partir de novembre 2021, alors que Lovebites est en pause pour une durée indéterminée, elle commence à faire de la musculation et participe à ses premières compétitions de fitness en bikini et de body fitness, lors desquelles elle gagne deux médailles d'argent.

## Biographie

### Jeunesse
Midori commence à apprendre le piano vers l'âge de 2-3 ans et l'orgue électronique à l'âge de 8 ans,. Elle déménage à Kyoto lors de son entrée à l'université et cesse de pratiquer ces instruments mais commence ensuite à apprendre la guitare à l'âge de 20 ans,.
Elle s'inscrit alors au Musicians Institute Japan d'Osaka dont elle sort diplômée en 2013. C'est là qu'elle envisage une carrière de musicienne professionnelle. Elle y pratique et apprécie une variété de genres musicaux, principalement du metal et de la musique technique. Sa première prestation scénique en tant que guitariste a lieu au sein d'un brass band. Finalement, après avoir expérimenté divers genres, elle se tourne vers le metal.

### Carrière musicale

#### Gekijo Metalicche (2013-2016)
Midori fait ses débuts professionnels comme guitariste du groupe féminin de metal Gekijo Metalicche (激情★めたりっちぇ). Le trio originaire d'Osaka est formé en juin 2013 à la suite de la suggestion du compositeur Yoshingwie Masamsteen, un de ses condisciples au MI Japan et fan des groupes féminins. Il propose également de composer pour elles,. Elle accepte et recrute la chanteuse Migaki Nishino et la batteuse Tsubasa "Zen" Zenta grâce à des contacts au sein de son ancienne école. Après avoir rencontré Migaki, qui ressemble selon Midori à un membre d'AKB48 chantant dans un style moe, elles décident de combiner ce style vocal et musical avec du metal. Takayuki Murakami de Barks décrit la musique de Gekijo Metalicche comme un son agressif basé sur du heavy metal et comprenant des death growls et des cris, mais avec un concept original mêlant des voix de lolitas, un jeu technique, et des visuels mignons dans le style idole. Elles sont alors étiquetées gyappu moe, pour mettre en évidence l'écart (gyappu) entre leur apparence d'idoles et leur musicalité intense. Étant Japonaises, Zen ne veut pas utiliser d'anglais pour leur nom de groupe, lequel mélange finalement des kanjis et de l'hiragana. Elle crée alors le terme « metalicche », version mignonne de « metal », Midori ajoute « gekijo » signifiant « passion » et Migaki décide d'introduire une étoile « ★ ».
Gekijo Metalicche tient son premier concert le 1er août 2013, coincïdant avec la date de sortie de leur premier single, Imi no Hate/Sekai 'kan'. Leur second single, Hissatsu! Reversible, sort le 2 février 2014 et est suivi par le mini-album I Yassaaa le 6 septembre 2014. Mirai Antai, leur troisième et dernier single sous un label indépendant, sort lui le 11 février 2015. Le groupe signe alors avec le label King Records et sort Upgrade (Kari), leur premier et unique album studio, le 13 mai 2015,. Gekijo Metalicche annonce finalement sa séparation le 12 février 2016, après que Midori et Tsubasa décident de quitter le groupe.

#### Lovebites (2016-)
Quelques mois plus tard, elle rejoint le groupe entièrement féminin de heavy metal Lovebites, nouvellement créé et dont elle connaît déjà la bassiste Miho, la batteuse Haruna et la guitariste Mi-ya (Miyako). Les quatre choisissent alors la chanteuse Asami sur base d'une démo réalisée par celle-ci. Après un premier concert « secret » tenu début août 2016, elles se produisent pour la première fois en tant que Lovebites le 18 novembre 2016 au Tsutaya O-West lors de l'événement Girls Band Next Generation,. Leur premier EP, The Lovebites EP, sort en mai 2017 chez Victor Entertainment. Selon Miho, il s'agissait plus d'une démo en vue d'être signé par un label, mais ces derniers l'ont tellement appréciée qu'ils l'ont masterisée et commercialisée au Japon. Peu après, le disque sort également au Royaume-Uni et en Amérique du Nord. Midori est alors à ce moment-là la seule guitariste officielle du groupe, Miyako demeurant guitariste de soutien jusqu'à son officialisation comme seconde guitariste en août 2017. Par la suite, en octobre 2017, Lovebites sort son premier album studio Awakening from Abyss.
Les premiers concerts de Lovebites hors du Japon ont lieu à Londres, fin novembre 2017. En 2018, le groupe le groupe remporte le trophée du Meilleur nouveau groupe lors des Metal Hammer Golden Gods Awards,. Les deux années suivantes, le groupe sort un EP et deux autres albums studio tout en continuant à se produire à l'étranger, notamment dans des festivals majeurs de metal comme le Wacken Open Air, le Download Festival et le Graspop Metal Meeting. Après la sortie de leur troisième EP, Glory, Glory, to the World, Lovebites suspend ses activités pendant plus d'un an à la suite du départ de Miho en août 2021 jusqu'à l'arrivée de Fami en octobre 2022. L'album signant leur retour, Judgement Day, sort en février 2023 et devient alors leur album le mieux classé en atteignant la 5e place de l'Oricon et du Billboard Japan.

### Culturisme
En août 2021, Miho quitte Lovebites et le groupe suspend alors indéfiniment toutes ses activités. Midori commence alors à pratiquer la musculation en novembre 2019. Elle avait alors toujours admiré la beauté physique des athlètes, mais c'est après avoir regardé des vidéos de Shanique Grant sur YouTube qu'elle décide de « voir jusqu'où [elle] peut aller ». Bien que l'attention soit portée sur les muscles, elle s'entraîne également afin de rester en forme pour pouvoir se produire en concert. En août 2023, Midori déclare qu'elle s'entraîne essentiellement entre 1 h 30 et 2 h 30 par jour et ce, trois à cinq fois par semaine, selon la partie du corps concernée. Elle suit un régime pauvre en graisses tout au long de l'année, mais comme elle ne métabolise pas très bien les glucides, elle adopte un régime cétogène pendant quelques jours lorsqu'elle voit le bas de son corps gonfler.
Midori participe à des compétitions de fitness en bikini organisées par la Japan Bodybuilding & Fitness Federation (日本ボディビル・フィットネス連盟) (JBBF), une branche de la Fédération internationale de bodybuilding et fitness. Lors de son premier concours le 3 juillet 2022, elle termine 6e en fitness en bikini dans la catégorie des moins de 40 ans lors du 5e Muscle Fest Yokohama Open 2022. Un mois plus tard, elle se classe 6e en fitness en bikini dans la catégorie des moins de 158 cm lors du 7e Kanto Bikini Fitness Championship. Midori décroche sa première médaille lorsqu'elle se classe 2e en body fitness lors du 14e Kita-ku Open Bodybuilding Fitness Tournament le 30 octobre 2022.
L'année suivante, le 2 juillet 2023, elle se classe 5e en body fitness dans la catégorie des moins de 158 cm lors de l'Eastern Japan Fitness Championship. Deux semaines plus tard, le 16 juillet 2023, elle décroche sa seconde médaille  en terminant 2e en body fitness dans la catégorie des moins de 158 cm lors du 58e Tokyo Bodybuilding Championship. Enfin, Midori termine 4e en body fitness lors du 34e Japan Open Championships le 6 août 2023,.

## Divers
Midori a composé une musique spécialement pour le jeu vidéo No Straight Roads en 2020.

## Style

### Caractéristiques musicales

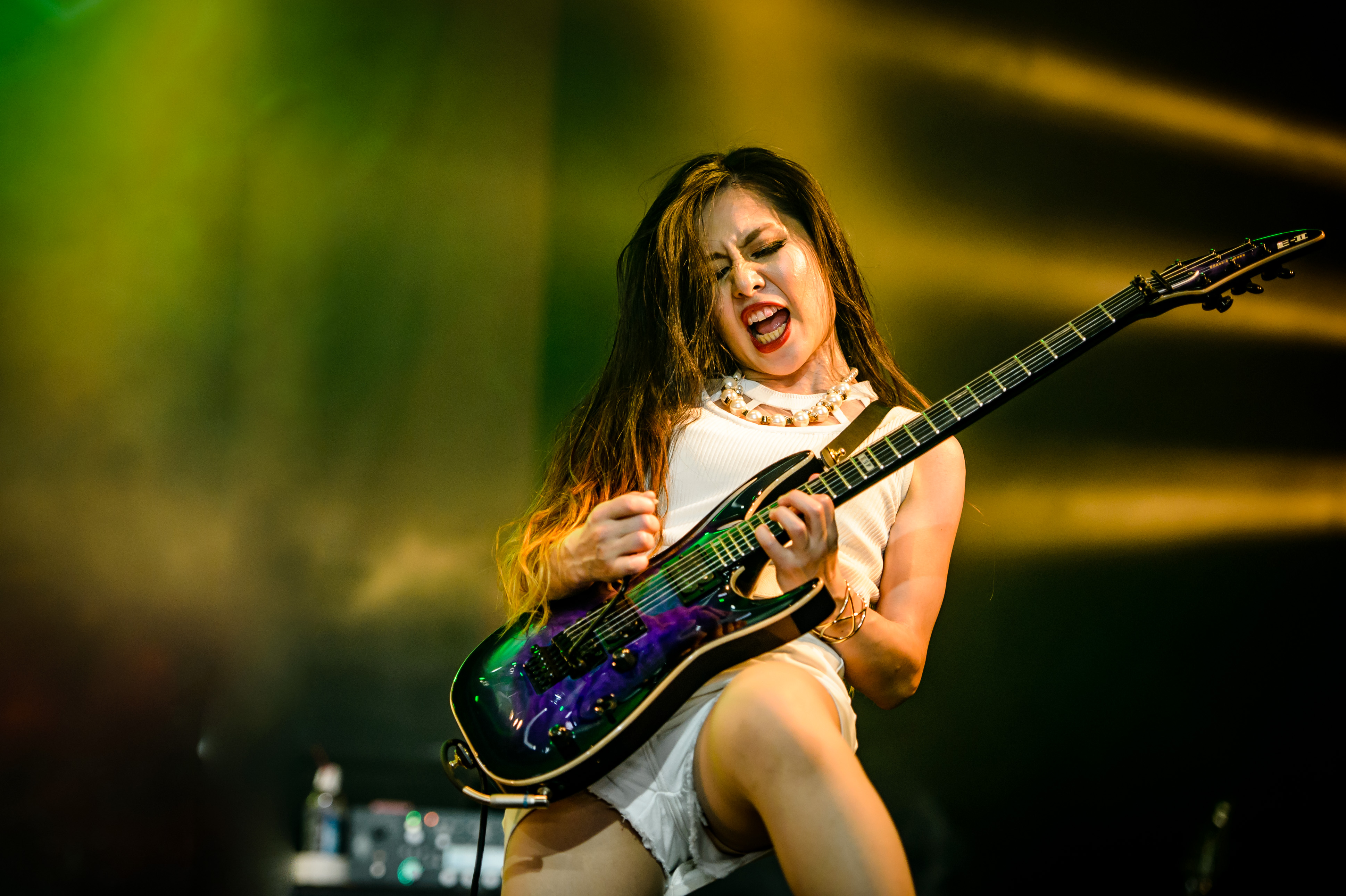
Midori est connue pour son jeu de guitare technique.

Midori est connue pour ses compétences techniques et l'utilisation de nombreuses techniques dans son jeu de guitare, telles que le legato, le string skipping, le sweep picking, le tapping, le tapping à 8 doigts et l'utilisation du vibrato. Andrew Daly de Guitar World écrit à propos d'elle que « le statut de guitar hero semble être venu naturellement chez Tatematsu, dont les exploits de picking alternatif et d'arpèges néoclassiques défiant la mort sont régulièrement étonnants ».
Grâce à cette variété, la guitariste elle-même estime qu'elle n'a pas de style personnel bien défini. Elle déclare cependant qu'« [elle] ne s'en soucie pas vraiment » et qu'elle joue toujours de la guitare en pensant « pouvoir faire un solo qui corresponde à la chanson ou faire quelque chose d'intéressant ». Midori déclare également être consciente de jouer avec émotion et que cela se perçoit dans ses expressions faciales, ce que ne font pas beaucoup de guitaristes féminines selon elle. De par sa présence et sa mobilité sur scène, ainsi que ses interactions avec le public, Miyako décrit Midori comme « super agressive » et tout le contraire d'elle-même. Les deux musiciennes s'accordent sur le fait qu'elles ont des styles différents, et chacune peut alors apporter au groupe ce qui manque à l'autre.
Midori n'a co-écrit que quelques chansons pour le groupe, en l'occurrence Dancing with the Devil, Glory to the World et We Are the Resurrection. Cependant, comme elle parle anglais, elle participe à l'écriture des paroles du groupe, lesquelles sont habituellement écrites en japonais avant d'être traduites en anglais,. De plus, elle compose toujours ses propres solos de guitare. D'une manière générale, Midori considère qu'elle joue les solos de guitare « flashy et agressifs » de Lovebites, tandis que Miyako joue les solos « plus lents et plus mélodiques ». Elle déclare aimer les « phrases bizarres, les solos bizarres et les trucs percutants plutôt que les solos pentatoniques classiques » et ajoute qu'elle souhaite jouer des phrases suscitant la curiosité.
Midori s'est intéressée au heavy metal pratiqué par des groupes de metal tels que Galneryus et des groupes de visual kei tels que Deluhi. À ce sujet, elle déclare que « plus [elle] jouait de la guitare, plus [elle] songeait à jouer une musique plus difficile et plus complexe techniquement », ce qui l'a amenée à se tourner vers le metal. Elle s'est alors plongée dans le metal occidental qui avait influencé ces groupes et a étudié les guitaristes qui figuraient dans les magazines. Midori cite Syu de Galneryus comme étant son guitariste favori et dit de lui qu'il a un style de jeu typiquement japonais. Parmi ses autres principales influences, elle mentionne Kiko Loureiro pour sa grande variété de licks et de nuances de fusion brésilienne, Nuno Bettencourt pour son sens du rythme et sa façon de construire les solos et Yngwie Malmsteen pour son vibrato,,. En d'autres occasions, elle cite également Alexi Laiho et George Lynch parmi ses influences.

### Équipement
Midori utilise presque exclusivement des guitares ESP, principalement des E-II Horizons comportant des Floyd Roses. Elle estime que celles-ci sont adaptées à son style de jeu technique grâce à la présence de frettes hautes faciles à jouer et au bon équilibre de la guitare. Elle utilise deux coloris de guitare, chacune avec un réglage différent. La Reindeer Blue est de couleur violette sur son dessus en érable matelassé et comporte des micros Seymour Duncan, un SH-1n '59 sur le devant et un SH-15 Alternative 8 à l'arrière. L'E-II Horizon de couleur noire est presque identique, si ce n'est qu'elle présente un micro Seymour Duncan Sentient sur le devant et qu'elle est accordée en drop D. Quand elle faisait partie de Gekijo Metalicche et lors de ses débuts avec Lovebites, elle utilisait une ESP E-II FRX blanche.
En 2019, Midori collabore avec les ESP Guitar Craft Academy de Tokyo, Nagoya, Osaka et Sendai afin qu'elles lui créent chacune une guitare. Elle a depuis lors utilisé deux d'entre elles lors de concerts : la première ayant la forme d'une ESP Arrow et la seconde qui est la combinaison d'une ESP Ultratone d'une ESP Snapper. À propos de cette dernière, qui est la seule guitare trémolo synchronisée dont elle dispose, Midori a déclaré qu'il s'agissait d'une « guitare polyvalente avec beaucoup de commandes, qui peut produire une variété de sons, tout en conservant son épaisseur ».
Midori utilise des médiators signature d'ESP et des sangles de guitare sur mesure de Lamanta. Pour l'amplification, elle utilise principalement un Kemper Profiling Power Rack, ce qui lui permet de reproduire divers amplificateurs enregistrés à partir de la source réelle grâce à son préréglage,. Comme baffle, elle dispose d'un Marshall 1960BV. Lors de concerts, Midori n'a qu'un Kemper Profiler Remote à ses pieds,, son technicien guitare en possède un également et peut contrôler le Kemper depuis les coulisses, permettant à la guitariste de se concentrer sur son jeu et sa performance. Le Kemper de Midori lui permet également de faire des réglages détaillés et de les harmoniser clairement pour les chansons nécessitant des harmoniseurs,.

## Discographie

### Avec Lovebites
- Awakening from Abyss (2017)
- Clockwork Immortality (2018)
- Electric Pentagram (2020)
- Judgement Day (2023)

### Avec Gekijo Metalicche
- Imi no Hate/Sekai 'kan' (意味の果て／世界「観」?, 1er août 2013)
- Hissatsu! Reversible (必殺!リバーシブル?, 2 février 2014)
- I Yassaaa (6 septembre 2014)
- Mirai Antai (未来安泰?, 11 février 2015)
- Upgrade (Kari) (あっぷぐれーど（仮）?, 13 mai 2015)